# PEC Zwolle '82 in het seizoen 1985/86
Het seizoen 1985/1986 was het 75e jaar in het bestaan van de Zwolse voetbalclub PEC Zwolle '82. De club kwam uit in de Eerste divisie en nam ook deel aan het toernooi om de KNVB beker.

## Wedstrijdstatistieken

### Eerste divisie
| 1e speelronde | RBC                                                                                                  | 1 – 5 (0 – 1)    | PEC Zwolle '82                                                                                | Opstelling PEC Zwolle '82: |  |
| 18 augustus 1985 Aanvangstijd: --:-- uur Plaats: Roosendaal Sportpark De Luiten Toeschouwers: 3.460 Scheidsrechter: Wil de Vrieze | Gerrie Voets 66'                                                                                     |                  | 43' Aziz Doufikar 57' Martin Wiggemansen 65' Aziz Doufikar 83' Aziz Doufikar 89' Tony McNulty | Kamstra |  |
| 2e speelronde | PEC Zwolle '82                                                                                       | 5 – 1 (3 – 0)    | DS '79                                                                                        | Opstelling PEC Zwolle '82: |  |
| 21 augustus 1985 Plaats: Zwolle Oosterenkstadion Toeschouwers: 3.000 Scheidsrechter: Jef van Vliet                                | Alex Kamstra 11' Alex Kamstra 15' Alex Booy 32' Foeke Booy 70' Foeke Booy 85'                        | Wedstrijdverslag | 74' Cor Lems                                                                                  | Raven, Weggelaar (77' Drost), Kamstra, Van Buuren, Wilkins, A. Booy, Van der Hengst, Visscher, McNulty, Doufikar (65' F. Booy), Wiggemansen      |  |
| 3e speelronde | Vitesse                                                                                              | 2 – 1 (0 – 1)    | PEC Zwolle '82                                                                                | Opstelling PEC Zwolle '82: |  |
| 25 augustus 1985 Plaats: Arnhem Nieuw-Monnikenhuize Toeschouwers: 3.100 Scheidsrechter: Roelof Luinge                             | Paul Leusink 57' Klaus Granlund 72'                                                                  |                  | 16' Aziz Doufikar                                                                             | Visscher, McNulty Drost |  |
| 4e speelronde | PEC Zwolle '82                                                                                       | 0 – 1 (0 – 0)    | Telstar                                                                                       | Opstelling PEC Zwolle '82: |  |
| 28 augustus 1985 Plaats: Zwolle Oosterenkstadion Toeschouwers: 4.500 Scheidsrechter: Hans Reygwart                                | | Wedstrijdverslag | 88' Willem Brouwer                                                                            | |  |
| 5e speelronde | RKC                                                                                                  | 1 – 0 (1 – 0)    | PEC Zwolle '82                                                                                | Opstelling PEC Zwolle '82: |  |
| 1 september 1985 Plaats: Waalwijk Sportpark Olympia Toeschouwers: 3.000 Scheidsrechter: Martin Bannet                             | John Lammers 24'                                                                                     |                  |                                                                                               | Van der Hengst, Raven, Waslander |  |
| 6e speelronde | PEC Zwolle '82                                                                                       | 1 – 0 (0 – 0)    | sc Heerenveen                                                                                 | Opstelling PEC Zwolle '82: |  |
| 7 september 1985 Plaats: Zwolle Oosterenkstadion Toeschouwers: 1.500 Scheidsrechter: Cees Schijf                                  | Tony McNulty 87'                                                                                     |                  |                                                                                               | Van der Hengst, Wiggemansen |  |
| 7e speelronde | De Graafschap                                                                                        | 0 – 0            | PEC Zwolle '82                                                                                | Opstelling PEC Zwolle '82: |  |
| 15 september 1985 Plaats: Doetinchem Stadion De Vijverberg Toeschouwers: 4.800 Scheidsrechter: Chris Verhoef                      | |                  |                                                                                               | Wilkins |  |
| 8e speelronde | PEC Zwolle '82                                                                                       | 2 – 0 (0 – 0)    | SVV                                                                                           | Opstelling PEC Zwolle '82: |  |
| 21 september 1985 Plaats: Zwolle Oosterenkstadion Toeschouwers: 2.000 Scheidsrechter: Koos van der Leek                           | Tony McNulty 74' Tony McNulty 81'                                                                    |                  |                                                                                               | Wilkins |  |
| 9e speelronde | NAC                                                                                                  | 2 – 5 (1 – 4)    | PEC Zwolle '82                                                                                | Opstelling PEC Zwolle '82: |  |
| 28 september 1985 Plaats: Breda NAC-stadion Toeschouwers: 4.750 Scheidsrechter: Jan van Mierlo                                    | Hans van den Dungen 21' Geert Meijer 53'                                                             |                  | 28' Alex Booy 31' Foeke Booy 31' Peter van der Hengst 41' Martin Wiggemansen 80' Dean Wilkins | Kamstra, Van der Hengst |  |
| 10e speelronde | PEC Zwolle '82                                                                                       | 2 – 1 (1 – 1)    | FC Wageningen                                                                                 | Opstelling PEC Zwolle '82: |  |
| 5 oktober 1985 Plaats: Zwolle Oosterenkstadion Toeschouwers: 3.500 Scheidsrechter: Roelof Luinge                                  | Aziz Doufikar 29' Gerard van Moorst 77'                                                              |                  | 38' Bert Gozems                                                                               | Van Moorst |  |
| 11e speelronde | FC Volendam                                                                                          | 0 – 2 (0 – 1)    | PEC Zwolle '82                                                                                | Opstelling PEC Zwolle '82: |  |
| 20 oktober 1985 Plaats: Volendam Krasstadion Toeschouwers: 3.000 Scheidsrechter: Herman Smeenk                                    | |                  | 42' Peter van der Hengst 63' Tony McNulty                                                     | Weggelaar, Kamstra |  |
| 12e speelronde | PEC Zwolle '82                                                                                       | 1 – 1 (0 – 0)    | SC Veendam                                                                                    | Opstelling PEC Zwolle '82: |  |
| 26 oktober 1985 Plaats: Zwolle Oosterenkstadion Toeschouwers: 4.500 Scheidsrechter: Wim Egbertzen                                 | Foeke Booy 56'                                                                                       |                  | 90' Joop Gall                                                                                 | Abma, Weggelaar, Van Moorst, Van Buuren, Wilkins, A. Booy, Van der Hengst, Doufikar, McNulty (79' Visscher), F. Booy, Wiggemansen                |  |
| 13e speelronde | Eindhoven                                                                                            | 0 – 2 (0 – 0)    | PEC Zwolle '82                                                                                | Opstelling PEC Zwolle '82: |  |
| 3 november 1985 Plaats: FC Eindhoven Jan Louwersstadion Toeschouwers: 1.100 Scheidsrechter: Cees Schijf                           | |                  | 51' Foeke Booy 62' Edwin van Ankeren                                                          | |  |
| 14e speelronde | PEC Zwolle '82                                                                                       | 2 – 0 (1 – 0)    | Helmond Sport                                                                                 | Opstelling PEC Zwolle '82: |  |
| 9 november 1985 Plaats: Zwolle Oosterenkstadion Toeschouwers: 3.500 Scheidsrechter: Chris van der Laar                            | Peter van der Hengst 42' Peter van der Hengst 76'                                                    |                  |                                                                                               | |  |
| 15e speelronde | Willem II                                                                                            | 1 – 1 (1 – 1)    | PEC Zwolle '82                                                                                | Opstelling PEC Zwolle '82: |  |
| 16 november 1985 Plaats: Tilburg Gemeentelijk Sportpark Toeschouwers: 6.300 Scheidsrechter: Jan Dolstra                           | Frank van Straalen 32'                                                                               |                  | 40' Peter van der Hengst                                                                      | Van Moorst |  |
| 16e speelronde | FC Den Haag                                                                                          | 0 – 0            | PEC Zwolle '82                                                                                | Opstelling PEC Zwolle '82: |  |
| 15 december 1985 Plaats: Den Haag Zuiderparkstadion Toeschouwers: 11.000 Scheidsrechter: Henk van Ettekoven                       | |                  |                                                                                               | Weggelaar Van Buuren |  |
| 17e speelronde | PEC Zwolle '82                                                                                       | 3 – 1 (2 – 0)    | SC Cambuur                                                                                    | Opstelling PEC Zwolle '82: |  |
| 18 december 1985 Plaats: Zwolle Oosterenkstadion Toeschouwers: 2.500 Scheidsrechter: Herman Smeenk                                | Wilco van Buuren 15' Foeke Booy 42' Alex Booy 90'                                                    |                  | 67' John van der Linden                                                                       | Veldwijk |  |
| 18e speelronde | PEC Zwolle '82                                                                                       | 4 – 1 (3 – 0)    | Emmen                                                                                         | Opstelling PEC Zwolle '82: |  |
| 21 december 1985 Plaats: Zwolle Oosterenkstadion Toeschouwers: 3.000 Scheidsrechter: Slikkerveer                                  | Alex Booy 3' Foeke Booy 15' Tony McNulty 28' Foeke Booy 81'                                          |                  | 84' Cees Spaans                                                                               | Van der Hengst |  |
| 19e speelronde | PEC Zwolle '82                                                                                       | 2 – 0 (1 – 0)    | RBC                                                                                           | Opstelling PEC Zwolle '82: |  |
| 11 maart 1986 Plaats: Zwolle Oosterenkstadion Toeschouwers: 4.000 Scheidsrechter: Gerard Arnouts                                  | Foeke Booy 43' Edwin van Ankeren 77'                                                                 |                  |                                                                                               | |  |
| 20e speelronde | DS '79                                                                                               | 1 – 2 (0 – 0)    | PEC Zwolle '82                                                                                | Opstelling PEC Zwolle '82: |  |
| 16 maart 1986 Plaats: Dordrecht Stadion Krommedijk Toeschouwers: 750 Scheidsrechter: Jan Hobé                                     | Gerrie Slagboom 61'                                                                                  |                  | 52' Tony McNulty 82' Martin Wiggemansen                                                       | Van der Hengst |  |
| 21e speelronde | PEC Zwolle '82                                                                                       | 6 – 1 (2 – 1)    | Vitesse                                                                                       | Opstelling PEC Zwolle '82: |  |
| 22 maart 1986 Plaats: Zwolle Oosterenkstadion Toeschouwers: 2.350 Scheidsrechter: Jaap van der Niet                               | Wilco van Buuren 40' Alex Booy 41' Foeke Booy 48' Aziz Doufikar 55' Foeke Booy 78' Aziz Doufikar 89' |                  | 18' Ricky Talan                                                                               | Kamstra |  |
| 22e speelronde | sc Heerenveen                                                                                        | 2 – 3 (0 – 1)    | PEC Zwolle '82                                                                                | Opstelling PEC Zwolle '82: |  |
| 25 maart 1986 Plaats: Heerenveen Sportpark Noord Toeschouwers: 3.200 Scheidsrechter: Wil de Vrieze                                | Kees Kist 53' Eddy Bosman 85'                                                                        |                  | 10' Jaap Schuurmans (e.d.) 58' Aziz Doufikar 81' Edwin van Ankeren                            | |  |
| 23e speelronde | PEC Zwolle '82                                                                                       | 1 – 0 (1 – 0)    | De Graafschap                                                                                 | Opstelling PEC Zwolle '82: |  |
| 29 maart 1986 Plaats: Zwolle Oosterenkstadion Toeschouwers: 4.321 Scheidsrechter: Cees Schijf                                     | Wilco van Buuren (pen) 21'                                                                           |                  |                                                                                               | |  |
| 24e speelronde | PEC Zwolle '82                                                                                       | 1 – 1 (1 – 1)    | NAC                                                                                           | Opstelling PEC Zwolle '82: |  |
| 5 april 1986 Plaats: Zwolle Oosterenkstadion Toeschouwers: 5.000 Scheidsrechter: Jan Keizer                                       | Wilco van Buuren 42'                                                                                 |                  | 26' Marcel van Helmond                                                                        | |  |
| 25e speelronde | FC Wageningen                                                                                        | 0 – 3 (0 – 2)    | PEC Zwolle '82                                                                                | Opstelling PEC Zwolle '82: |  |
| 13 april 1986 Plaats: Wageningen Stadion de Wageningse Berg Toeschouwers: 2.000 Scheidsrechter: Jan Dolstra                       | |                  | 41' Alex Booy 44' Aziz Doufikar 81' Tony McNulty                                              | |  |
| 26e speelronde | PEC Zwolle '82                                                                                       | 2 – 2 (1 – 0)    | RKC                                                                                           | Opstelling PEC Zwolle '82: |  |
| 15 april 1986 Plaats: Zwolle Oosterenkstadion Toeschouwers: 2.500 Scheidsrechter: Hans Reygwart                                   | Alex Booy 32' Foeke Booy 52'                                                                         |                  | 76' John Lammers 90' Marcel Brands                                                            | |  |
| 27e speelronde | Telstar                                                                                              | 1 – 0 (0 – 0)    | PEC Zwolle '82                                                                                | Opstelling PEC Zwolle '82: |  |
| 19 april 1986 Plaats: Velsen-Zuid Sportpark Schoonenberg Toeschouwers: 1.900 Scheidsrechter: Gerard Geurds                        | Willem Brouwer 57'                                                                                   |                  |                                                                                               | |  |
| 28e speelronde | Emmen                                                                                                | 1 – 1 (1 – 1)    | PEC Zwolle '82                                                                                | Opstelling PEC Zwolle '82: |  |
| 23 april 1986 Plaats: Emmen Stadion Meerdijk Toeschouwers: 3.500 Scheidsrechter: Jan van Mierlo                                   | Leon Vonk 43'                                                                                        |                  | 25' Wilco van Buuren                                                                          | Abma, Van Moorst, Kamstra, Wilkins, Volkerink (75' Weggelaar), A. Booy, Doufikar, Visscher, Van Buuren, F. Booy, Wiggemansen Van Moorst, Kamstra |  |
| 29e speelronde | PEC Zwolle '82                                                                                       | 0 – 1 (0 – 0)    | FC Volendam                                                                                   | Opstelling PEC Zwolle '82: |  |
| 26 april 1986 Plaats: Zwolle Oosterenkstadion Toeschouwers: 3.000 Scheidsrechter: Arie de Munnik                                  | |                  | 88' Nico Zwarthoed                                                                            | Van Buuren |  |
| 30e speelronde | SVV                                                                                                  | 0 – 3 (0 – 1)    | PEC Zwolle '82                                                                                | Opstelling PEC Zwolle '82: |  |
| 1 mei 1986 Plaats: Schiedam Sportpark Harga Toeschouwers: 800 Scheidsrechter: Roelof Luinge                                       | |                  | 36' Peter van der Hengst 61' Tony McNulty 86' Martin Wiggemansen                              | |  |
| 31e speelronde | SC Veendam                                                                                           | 6 – 2 (4 – 1)    | PEC Zwolle '82                                                                                | Opstelling PEC Zwolle '82: |  |
| 3 mei 1986 Plaats: Veendam De Langeleegte Toeschouwers: 5.200 Scheidsrechter: Ignace van Swieten                                  | Boy Nijgh 26' Boy Nijgh 37' Jan Redmeijer 42' Jan Redmeijer 44' Jan Redmeijer 56' Boy Nijgh 58'      |                  | 5' Alex Kamstra 76' Foeke Booy                                                                | Abma (Raven), Van Buuren, Volkerink, Van Moorst, Wilkins, A. Booy, Kamstra, Van der Hengst, McNulty, F. Booy, Wiggemansen                        |  |
| 32e speelronde | PEC Zwolle '82                                                                                       | 0 – 0            | Eindhoven                                                                                     | Opstelling PEC Zwolle '82: |  |
| 8 mei 1986 Plaats: Zwolle Oosterenkstadion Toeschouwers: 3.000 Scheidsrechter: Herman Smeenk                                      | |                  |                                                                                               | |  |
| 33e speelronde | Helmond Sport                                                                                        | 0 – 3 (0 – 1)    | PEC Zwolle '82                                                                                | Opstelling PEC Zwolle '82: |  |
| 10 mei 1986br />Plaats: Helmond Stadion De Braak Toeschouwers: 1.500 Scheidsrechter: Wil de Vrieze                                | |                  | 8' Peter van der Hengst 68' Alex Booy 75' Peter van der Hengst                                | |  |
| 34e speelronde | PEC Zwolle '82                                                                                       | 1 – 0 (0 – 0)    | Willem II                                                                                     | Opstelling PEC Zwolle '82: |  |
| 13 mei 1986 Plaats: Zwolle Oosterenkstadion Toeschouwers: 3.000 Scheidsrechter: Chris Verhoef                                     | Foeke Booy 71'                                                                                       |                  |                                                                                               | |  |
| 35e speelronde | SC Cambuur                                                                                           | 1 – 4 (0 – 3)    | PEC Zwolle '82                                                                                | Opstelling PEC Zwolle '82: |  |
| 17 mei 1986 Plaats: Leeuwarden Cambuurstadion Toeschouwers: 1.500 Scheidsrechter: Jef van Vliet                                   | John van der Linden 51'                                                                              |                  | 7' Dean Wilkins 43' Gerrit Visscher 44' Aziz Doufikar 57' Foeke Booy                          | |  |
| 36e speelronde | PEC Zwolle '82                                                                                       | 1 – 1 (0 – 0)    | FC Den Haag                                                                                   | Opstelling PEC Zwolle '82: |  |
| 25 mei 1986 Plaats: Zwolle Oosterenkstadion Toeschouwers: 4.000 Scheidsrechter: Ben Kempers                                       | Alex Kamstra 73'                                                                                     |                  | 88' Remco Boere                                                                               | Van Buuren |  |

### KNVB beker
| 1e ronde                                                                                                  | VVV            | 0 – 5 (0 – 1) | PEC Zwolle '82                                                                                                | Opstelling PEC Zwolle: |
| 12 oktober 1985 Plaats: Venlo De Koel Toeschouwers: 3.600 Scheidsrechter: Chris van der Laar              |                |               | 44' Martin Wiggemansen 55' Wilco van Buuren 72' Martin Wiggemansen 84' Peter van der Hengst 89' Aziz Doufikar | Raven, Weggelaar, Kamstra, Van Buuren, Wilkins, A. Booy, Van der Hengst, Doufikar, McNulty, F. Booy (61' Visscher), Wiggemansen |
| 2e ronde                                                                                                  | Kozakken Boys  | 0 – 2 (0 – 1) | PEC Zwolle '82                                                                                                | Opstelling PEC Zwolle: |
| 23 november 1985 Plaats: Werkendam Sportpark de Zwaaier Toeschouwers: 1.000 Scheidsrechter: Jef van Vliet |                |               | 44' Foeke Booy 50' Gerrit Visscher                                                                            | Waslander |
| 3e ronde                                                                                                  | FC Haarlem     | 0 – 0         | PEC Zwolle '82                                                                                                | Opstelling PEC Zwolle: |
| 18 maart 1986 Plaats: Haarlem HFC Haarlem Toeschouwers: 1.500 Scheidsrechter: Egbert Mulder               |                |               | | |
| 3e ronde replay                                                                                           | PEC Zwolle '82 | 0 – 1 (0 – 0) | FC Haarlem | Opstelling PEC Zwolle: |
| 9 april 1986 Plaats: Zwolle Oosterenkstadion Toeschouwers: 3.500 Scheidsrechter: Jaap van der Niet        |                |               | 73' Piet Keur                                                                                                 | |

## Selectie en technische staf

### Selectie 1985/86
| Nr.           | Nat.               | Naam                 | Competitie | Competitie | Beker      | Beker      | Totaal     | Totaal     | Seizoen    | Vorige club      | Debuut           |            |            |            |
| Nr.           | Nat.               | Naam                 | W          |            | W          |            | W          |            | Seizoen    | Vorige club      | Debuut           |            |            |            |
| Doelmannen    | Doelmannen         | Doelmannen           | Doelmannen | Doelmannen | Doelmannen | Doelmannen | Doelmannen | Doelmannen | Doelmannen | Doelmannen       | Doelmannen       | Doelmannen | Doelmannen | Doelmannen |
| ------------- | ------------------ | -------------------- | ---------- | ---------- | ---------- | ---------- | ---------- | ---------- | ---------- | ---------------- | ---------------- | ---------- | ---------- | ---------- |
| -             | Vlag van Nederland | Gert Abma            | –          | 0          | –          | 0          | –          | 0          | 3e         | Jeugd            | 13 november 1983 |            |            |            |
| -             | Vlag van Nederland | Ad Raven             | 25         | 0          | –          | 0          | 25         | 0          | 7e         | FC Amsterdam     | 5 april 1980     |            |            |            |
| Verdedigers   |                    |                      |            |            |            |            |            |            |            |                  |                  |            |            |            |
| -             | Vlag van Nederland | Wilco van Buuren     | 33         | 5          | –          | 1          | 33         | 6          | 2e         | Ajax             | 20 februari 1985 |            |            |            |
| -             | Vlag van Nederland | Klaas Drost          | 4          | 0          | –          | 0          | 4          | 0          | 15e        | Jeugd            | 1970             |            |            |            |
| -             | Vlag van Nederland | Alex Kamstra         | 33         | 4          | –          | 0          | 33         | 4          | 4e         | Go Ahead Eagles  | 15 augustus 1981 |            |            |            |
| -             | Vlag van Nederland | Fred Leusink         | 2          | 0          | –          | 0          | 2          | 0          | 2e         | Onbekend         | 11 mei 1985      |            |            |            |
| -             | Vlag van Nederland | Frank Veldwijk       | 3          | 0          | –          | 0          | 3          | 0          | 3e         | Onbekend         | 20 november 1983 |            |            |            |
| -             | Vlag van Nederland | Wim Volkerink        | –          | 0          | –          | 0          | 0          | 0          | 2e         | Onbekend         | 11 mei 1985      |            |            |            |
| -             | Vlag van Nederland | Jan Weggelaar        | –          | 0          | –          | 0          | 0          | 0          | 4e         | Ajax             | 21 augustus 1982 |            |            |            |
| Middenvelders |                    |                      |            |            |            |            |            |            |            |                  |                  |            |            |            |
| -             | Vlag van Nederland | Alex Booy            | 36         | 8          | –          | 0          | 36         | 8          | 7e         | Hattem           | 20 februari 1980 |            |            |            |
| -             | Vlag van Marokko   | Aziz Doufikar        | 33         | 10         | –          | 1          | 33         | 11         | 2e         | Ajax (Jeugd)     | 3 november 1984  |            |            |            |
| -             | Vlag van Nederland | Edwin Duim           | 2          | 0          | –          | 0          | 2          | 0          | 2e         | Jeugd            | 30 maart 1985    |            |            |            |
| -             | Vlag van Nederland | Gerard van Moorst    | 14         | 1          | –          | 0          | 14         | 1          | 9e         | Niet bekend      | 1978             |            |            |            |
| -             | Vlag van Nederland | Gerrit Visscher      | 25         | 1          | –          | 1          | 25         | 2          | 6e         | sc Heerenveen    | 27 augustus 1986 |            |            |            |
| -             | Vlag van Engeland  | Dean Wilkins         | 32         | 2          | –          | 0          | 32         | 2          | 2e         | Leyton Orient FC | 2 september 1984 |            |            |            |
| Aanvallers    |                    |                      |            |            |            |            |            |            |            |                  |                  |            |            |            |
| -             | Vlag van Nederland | Edwin van Ankeren    | 14         | 3          | –          | 0          | 14         | 3          | 1e         | SV Lelystad '67  | 1984             |            |            |            |
| -             | Vlag van Nederland | Foeke Booy           | 34         | 15         | –          | 1          | 34         | 16         | 1e         | De Graafschap    | 1985             |            |            |            |
| -             | Vlag van Nederland | Harold Borns         | –          | 0          | –          | 0          | –          | 0          | 1e         | CSV '28          | –                |            |            |            |
| -             | Vlag van Nederland | Peter van der Hengst | 30         | 8          | –          | 1          | 30         | 9          | 7e         | Ajax             | 3 november 1979  |            |            |            |
| -             | Vlag van Engeland  | Tony McNulty         | 31         | 9          | –          | 0          | 31         | 9          | 1e         | De Graafschap    | 1985             |            |            |            |
| -             | Vlag van Nederland | Martin Wiggemansen   | –          | 4          | –          | 2          | 0          | 6          | 2e         | FC Lugano        | 1984             |            |            |            |
| Nr.           | Nat.               | Naam                 | W          |            | W          |            | W          |            | Seizoen    | Vorige club      | Debuut           |            |            |            |
| Nr.           | Nat.               | Naam                 | Competitie | Competitie | Beker      | Beker      | Totaal     | Totaal     | Seizoen    | Vorige club      | Debuut           |            |            |            |

### Technische staf
| Naam         | Functie      |
| ------------ | ------------ |
| Co Adriaanse | Hoofdtrainer |

## Statistieken PEC Zwolle 1985/1986

### Eindstand PEC Zwolle in de Nederlandse Eerste divisie 1985 / 1986
| Stand | Gespeeld | Gewonnen | Gelijk | Verloren | Punten | Doelpunten voor | Doelpunten tegen | Gele kaarten | Rode kaarten |
| ----- | -------- | -------- | ------ | -------- | ------ | --------------- | ---------------- | ------------ | ------------ |
| 2e    | 36       | 21       | 9      | 6        | 51     | 71              | 31               | 25           | 2            |

### Topscorers
| #              | Naam                            | Goal |
| -------------- | ------------------------------- | ---- |
| 1.             | Foeke Booy                      | 15   |
| 2.             | Aziz Doufikar                   | 10   |
| 3.             | Tony McNulty                    | 9    |
| 4.             | Alex Booy                       | 8    |
| 4.             | Peter van der Hengst            | 8    |
| 6.             | Wilco van Buuren                | 5    |
| 7.             | Alex Kamstra                    | 4    |
| 7.             | Martin Wiggemansen              | 4    |
| 9.             | Edwin van Ankeren               | 3    |
| 10.            | Dean Wilkins                    | 2    |
| 11.            | Gerard van Moorst               | 1    |
| 11.            | Gerrit Visscher                 | 1    |
| Eigen doelpunt |                                 |      |
| –              | Jaap Schuurmans (sc Heerenveen) | 1    |
| Totaal         | Totaal                          | 71   |

| #      | Naam                 | Goal |
| ------ | -------------------- | ---- |
| 1.     | Martin Wiggemansen   | 2    |
| 2.     | Foeke Booy           | 1    |
| 2.     | Wilco van Buuren     | 1    |
| 2.     | Aziz Doufikar        | 1    |
| 2.     | Peter van der Hengst | 1    |
| 2.     | Gerrit Visscher      | 1    |
| Totaal | Totaal               | 7    |

### Kaarten
| #      | Naam                 |    |
| ------ | -------------------- | -- |
| 1.     | Peter van der Hengst | 5  |
| 1.     | Alex Kamstra         | 5  |
| 2.     | Gerard van Moorst    | 3  |
| 3.     | Wilco van Buuren     | 2  |
| 3.     | Jan Weggelaar        | 2  |
| 3.     | Dean Wilkins         | 2  |
| 4.     | Tony McNulty         | 1  |
| 4.     | Ad Raven             | 1  |
| 4.     | Frank Veldwijk       | 1  |
| 4.     | Gerrit Visscher      | 1  |
| 4.     | Koos Waslander       | 1  |
| 4.     | Martin Wiggemansen   | 1  |
| Totaal | Totaal               | 25 |

| #      | Naam             |   |
| ------ | ---------------- | - |
| 1.     | Wilco van Buuren | 1 |
| 1.     | Klaas Drost      | 1 |
| Totaal | Totaal           | 2 |

| #      | Naam        |   |
| ------ | ----------- | - |
| –      | Geen speler | 0 |
| Totaal | Totaal      | 0 |

### Punten per speelronde
| Speelronde | 1 | 2 | 3 | 4 | 5 | 6 | 7 | 8 | 9 | 10 | 11 | 12 | 13 | 14 | 15 | 16 | 17 | 18 | 19 | 20 | 21 | 22 | 23 | 24 | 25 | 26 | 27 | 28 | 29 | 30 | 31 | 32 | 33 | 34 | 35 | 36 |
| ---------- | - | - | - | - | - | - | - | - | - | -- | -- | -- | -- | -- | -- | -- | -- | -- | -- | -- | -- | -- | -- | -- | -- | -- | -- | -- | -- | -- | -- | -- | -- | -- | -- | -- |
| Punten     | 2 | 2 | 0 | 0 | 0 | 2 | 1 | 2 | 2 | 2  | 2  | 1  | 2  | 2  | 1  | 1  | 2  | 2  | 2  | 2  | 2  | 2  | 2  | 1  | 2  | 1  | 0  | 1  | 0  | 2  | 0  | 1  | 2  | 2  | 2  | 1  |

### Punten na speelronde
| Speelronde | 1 | 2 | 3 | 4 | 5 | 6 | 7 | 8 | 9  | 10 | 11 | 12 | 13 | 14 | 15 | 16 | 17 | 18 | 19 | 20 | 21 | 22 | 23 | 24 | 25 | 26 | 27 | 28 | 29 | 30 | 31 | 32 | 33 | 34 | 35 | 36 |
| ---------- | - | - | - | - | - | - | - | - | -- | -- | -- | -- | -- | -- | -- | -- | -- | -- | -- | -- | -- | -- | -- | -- | -- | -- | -- | -- | -- | -- | -- | -- | -- | -- | -- | -- |
| Punten     | 2 | 4 | 4 | 4 | 4 | 6 | 7 | 8 | 11 | 13 | 15 | 16 | 18 | 20 | 21 | 22 | 24 | 26 | 28 | 30 | 32 | 34 | 36 | 37 | 39 | 40 | 40 | 41 | 41 | 43 | 43 | 44 | 46 | 48 | 50 | 51 |

### Stand na speelronde
| Speelronde | 1  | 2  | 3  | 4  | 5   | 6  | 7   | 8  | 9  | 10 | 11 | 12 | 13 | 14 | 15 | 16 | 17 | 18 | 19 | 20 | 21 | 22 | 23 | 24 | 25 | 26 | 27 | 28 | 29 | 30 | 31 | 32 | 33 | 34 | 35 | 36 |
| ---------- | -- | -- | -- | -- | --- | -- | --- | -- | -- | -- | -- | -- | -- | -- | -- | -- | -- | -- | -- | -- | -- | -- | -- | -- | -- | -- | -- | -- | -- | -- | -- | -- | -- | -- | -- | -- |
| Stand      | 1e | 1e | 3e | 8e | 10e | 8e | 10e | 7e | 4e | 3e | 3e | 3e | 2e | 2e | 2e | 3e | 2e | 2e | 2e | 2e | 2e | 2e | 2e | 2e | 2e | 2e | 2e | 2e | 2e | 2e | 2e | 2e | 2e | 2e | 2e | 2e |

### Doelpunten per speelronde
| Speelronde | 1 | 2 | 3 | 4 | 5 | 6 | 7 | 8 | 9 | 10 | 11 | 12 | 13 | 14 | 15 | 16 | 17 | 18 | 19 | 20 | 21 | 22 | 23 | 24 | 25 | 26 | 27 | 28 | 29 | 30 | 31 | 32 | 33 | 34 | 35 | 36 | Totaal |
| ---------- | - | - | - | - | - | - | - | - | - | -- | -- | -- | -- | -- | -- | -- | -- | -- | -- | -- | -- | -- | -- | -- | -- | -- | -- | -- | -- | -- | -- | -- | -- | -- | -- | -- | ------ |
| Doelpunten | 5 | 5 | 1 | 0 | 0 | 1 | 0 | 2 | 5 | 2  | 2  | 1  | 2  | 2  | 1  | 0  | 3  | 4  | 2  | 2  | 6  | 3  | 1  | 1  | 3  | 2  | 0  | 1  | 0  | 3  | 2  | 0  | 3  | 1  | 4  | 1  | 71     |